# Théorie conforme des champs
Pour les articles homonymes, voir CFT.
Une théorie conforme des champs ou théorie conforme (en anglais, conformal field theory ou CFT) est une variété particulière de théorie quantique des champs admettant le groupe conforme (en) comme groupe de symétrie. Ce type de théorie est particulièrement étudié lorsque l'espace-temps y est bi-dimensionnel car en ce cas le groupe conforme est de dimension infinie et bien souvent la théorie est alors exactement soluble. Ces théories sont utiles pour décrire certains systèmes physiques réels se comportant effectivement comme des systèmes bidimensionnels, mais également dans des domaines plus théoriques telle la théorie des cordes où la quantification du modèle sigma non linéaire vivant sur la surface d'univers d'une corde est une théorie conforme.